# Assmann & Stockder

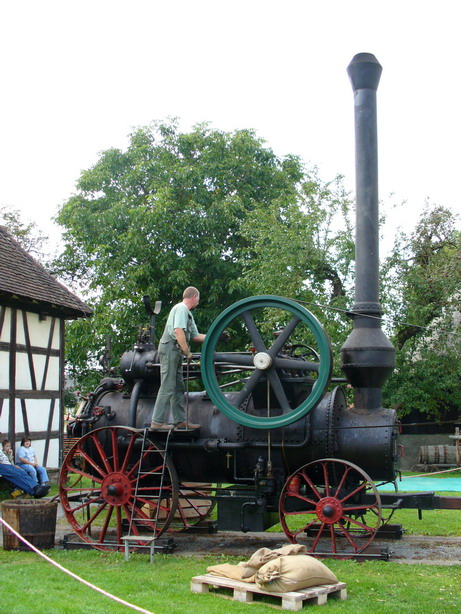
Lokomobil von Assmann & Stockder aus dem Jahr 1912

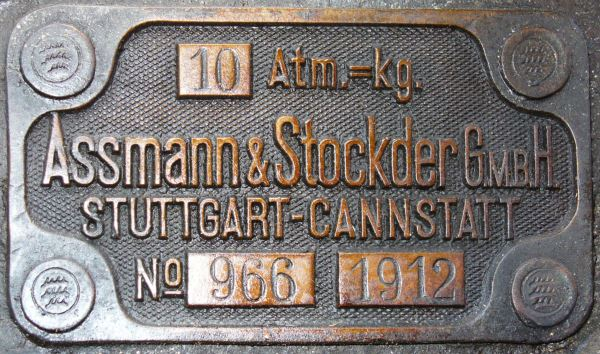
Typenschild des Lokomobils

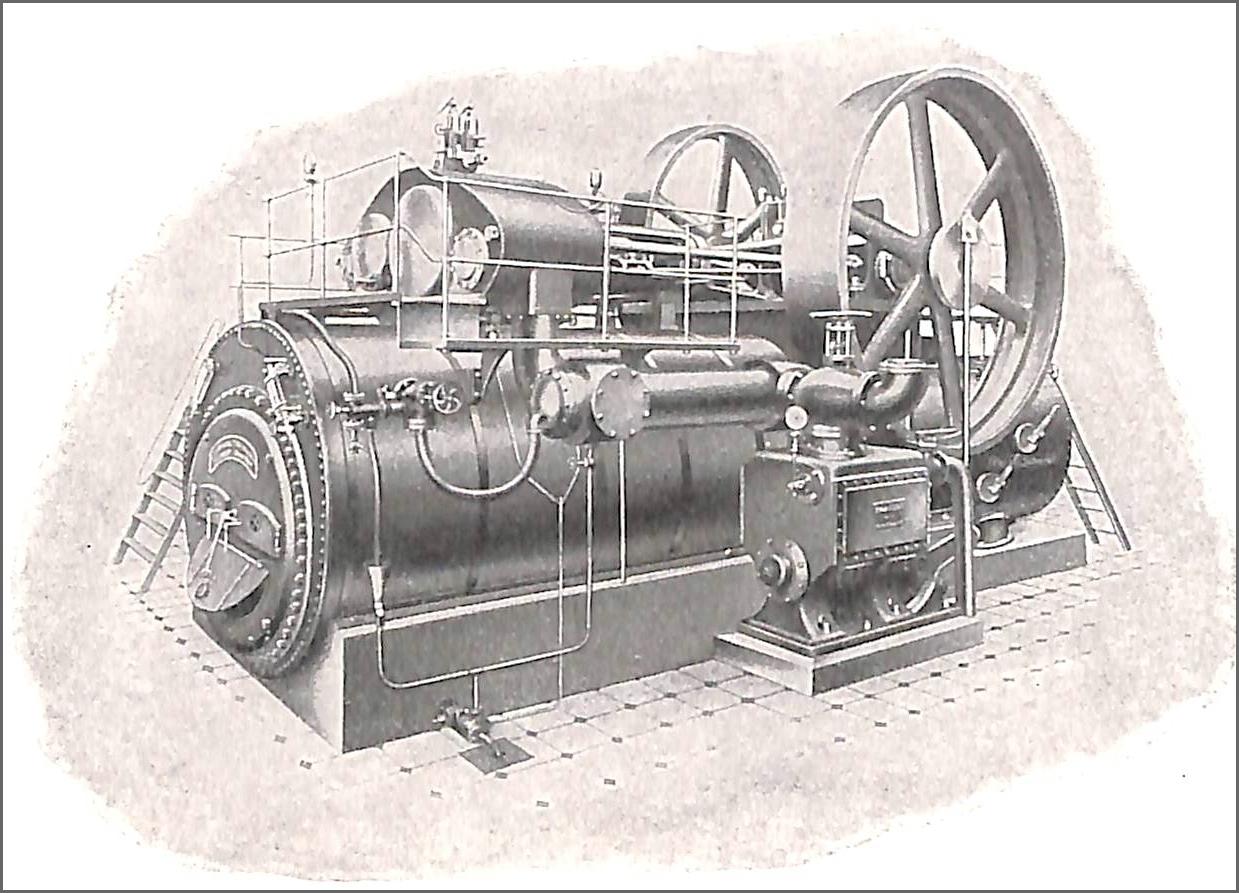
Industrie-Lokomobil mit einer Leistung von 400/630 PS und Eigengewicht von 78.500 kg – war es bei der Markteinführung Weltrekordhalter.

Assmann & Stockder war eine Maschinenfabrik in Cannstatt, Münster am Neckar und Stuttgart. Sie existierte von 1872 bis 1989.

## Firmengeschichte

### Gust. Bausch
Das Unternehmen wurde 1872 in Cannstatt in der Hallstraße 65 von dem Ingenieur Gustav Bausch gegründet (Gust. Bausch) und stellte die Produktion von Dampflokomobilen in den Fokus seiner wirtschaftlichen Tätigkeit. Es produzierte stationäre Lokomobile von 2 bis 15 PS.

### Assmann & Kettner
Zwischen 1886 und 1893 wechselte der Besitz der Firma auf einen der Namensgeber Assmann und dessen Partner Kettner. Die Produktion konzentrierte sich auf fahrbare elektrische Beleuchtungsmaschinen.

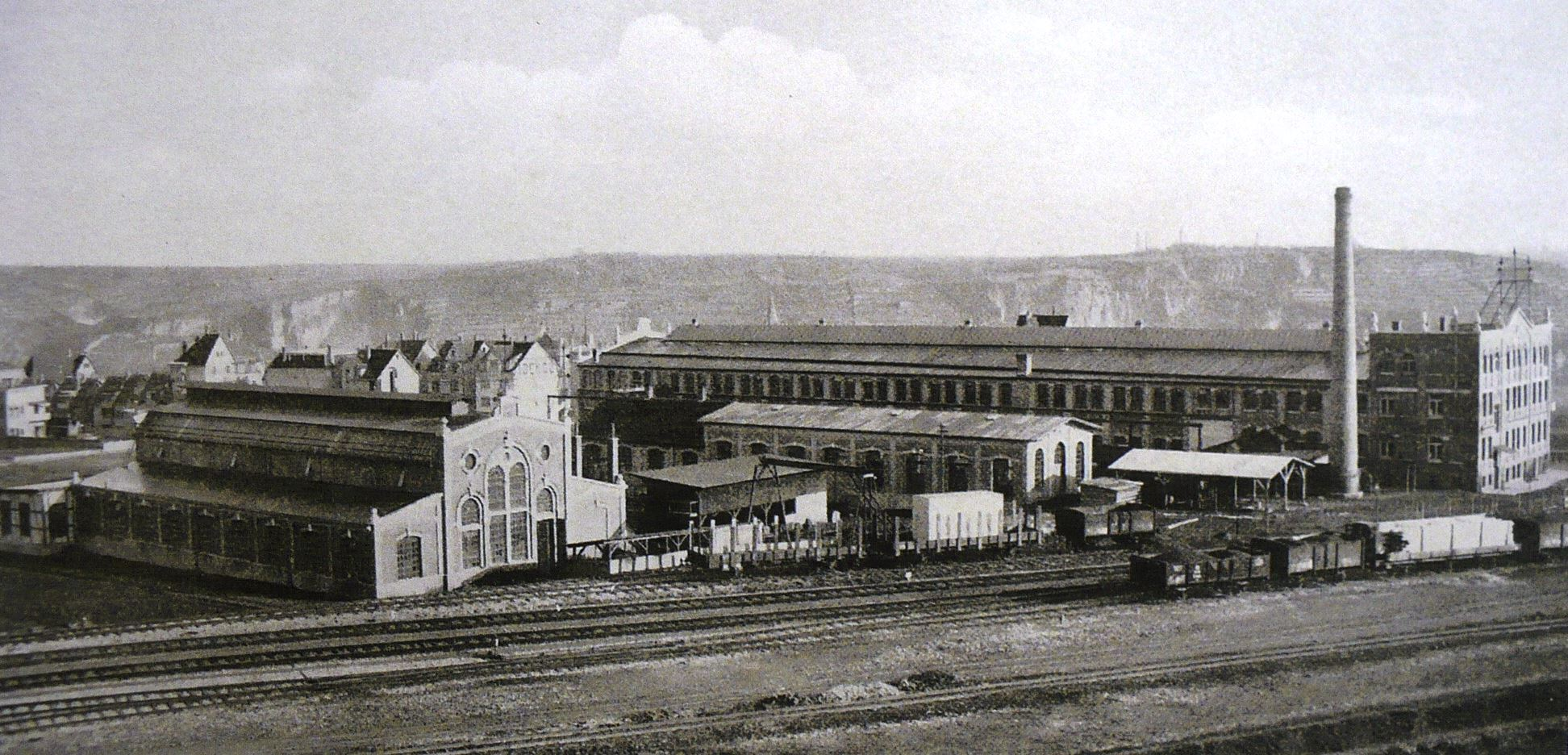
Assmann & Stockder in Münster 1909

### Assmann & Stockder, Cannstatt a.N.
Nach Eintritt des Ingenieurs Hugo Stockder als Teilhaber änderte sich 1898 die Firmierung in Assmann & Stockder. Zwischen 1901 und 1907 wurde die Fabrik ins benachbarte Münster am Neckar verlegt, der Neubau entstand 1907 in der Murgtalstraße 60. Heute beherbergt die Fabrikhalle in Stuttgart-Münster unter anderem das private Feuerwehrmuseum Stuttgart. 

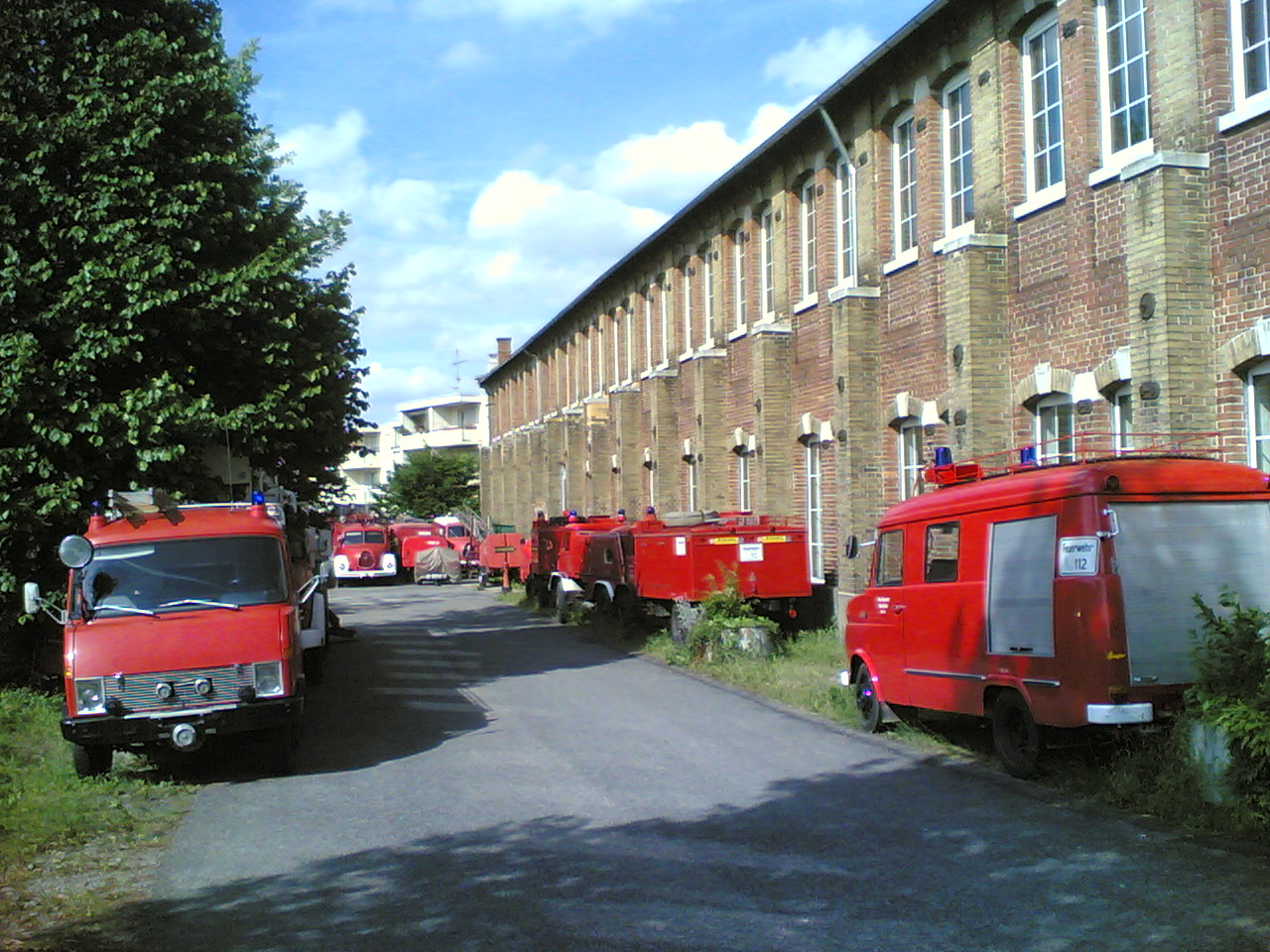
Das Fabrikgebäude in Stuttgart-Münster

### Assmann & Stockder und Friedrich Stein
Während des Ersten Weltkriegs wurde die Kältemaschinenfabrik Stein aus Cannstatt übernommen. Nunmehr stellte das Unternehmen auch Großkälteanlagen her. Im Zweiten Weltkrieg erlitt der Betrieb durch Luftangriffe schwere Schäden. Nach dem Zweiten Weltkrieg beschäftigte der Betrieb noch 110 Mitarbeiter.
Das Produktionssortiment verengte sich in der Nachkriegszeit zunehmend. In den 1950er Jahren stellte man noch eigene Verdichter und Wärmeaustauscher her. In den 1960er Jahren sollen Komponenten dann nur noch zugekauft worden sein. In den 1970er Jahren übernahm der britische Kälte- und Klimatechnikspezialist, das Familienunternehmen J & E Hall (Hall Thermotank Dartford), seinerseits in einer grundlegenden Neuausrichtung begriffen, die später aufgegebene Firma.

### APV Assmann & Stockder
1987 wird die Firma von Stuttgart nach Lübeck verlegt und umfirmiert. 1987 folgt eine erneute Umfirmierung in APV Gaulin. Die letzten Eigentümer liquidierten das Unternehmen 1989.